# Azine (stofklasse)

Structuurformule van pyridine, het eenvoudigste cyclisch azine.

Azines (Hantzsch-Widman-nomenclatuur) of azabenzenen (IUPAC-benaming) vormen een groep heterocyclische aromatische verbindingen die bestaan uit een zesring met minstens één stikstofatoom in de ring. Naast stikstof kunnen zich ook zuurstof- of zwavelatomen in de ring bevinden.
Het eenvoudigste en belangrijkste azine is pyridine.

## Azines met meerdere stikstofatomen

### Diazines

Pyridazine
Pyrimidine
Pyrazine

- Pyridazine
- Pyrimidine
- Pyrazine

#### Triazines

1,2,3-triazine
1,2,4-triazine
1,3,5-triazine

- 1,2,3-triazine
- 1,2,4-triazine
- 1,3,5-triazine

#### Tetrazines
- 1,2,3,4-tetrazine
- 1,2,3,5-tetrazine
- 1,2,4,5-tetrazine

De tetrazine-isomeren
1,2,3,4-tetrazine
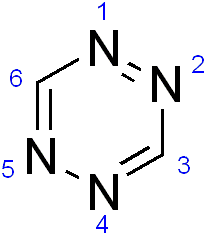
1,2,4,5-tetrazine

#### PentazineenHexazine
- Pentazine (CHN5)
- Hexazine  (N6)

Pentazine
Hexazine

## Azines met zuurstof- en/of zwavelatomen in de ring
- Oxazine
- Thiazine
- Oxathiazine